# Ernst Krieck
Ernst Krieck   (Müllheim, 6 de juliol de 1882 - Moosburg an der Isar, 19 de març de 1947) fou un filòsof, escriptor i educador alemany que esdevingué un dels principals pedagogs i ideòlegs del nazisme.

## Biografia
Ernst Krieck es formà a l'Escola de Magisteri de Karlsruhe. Com a mestre d'escola primària criticà el sistema escolar vigent pel seu caràcter mecànic i burocràtic. El 1917 va publicar Die deutsche Staatsidee: ihre Geburt aus dem Erziehungs und Entwickelungsgedanken (La idea de l'estat alemany: el seu naixement a partir de la idea d'educació i desenvolupament). Dos anys més tard publicà la seva obra més destacada Philosophie der Erziehung (Filosofia de l'educació) que li donà ressò internacional, ja que Krieck abordava aspectes pedagògics fonamentals, tot qüestionant a fons les tradicions dominants en el camp de la pedagogia coetànies. Per aquesta monografia va rebre el doctorat honoris causa de la Universitat de Heidelberg. Fins a finals dels anys vint del segle xx, va donar suport a les opinions tradicionals del pensament liberal que eren crítiques amb les polítiques escolars del Partit Socialdemòcrata o de l'Església catòlica. Els seus posicionaments, per exemple, interessaren vivament al nucli espanyol pedagògicament renovador de la Institución Libre de Enseñanza. Així, el 1928, les Publicaciones de la Revista de Pedagogía, edità Bosquejo de la ciencia de la educación d'Ernst Krieck amb una introducció de Lorenzo Luzuriaga, Una obra orientada pel subjectivisme idealista. El qual, més endavant, repudiaria el pedagog alemany en la seva transmutació vers el nazisme.
Krieck va ser nomenat professor d'educació a l'Acadèmia Pedagògica de Frankfurt el 1928. Després va fer un important viratge polític que el portà a pronunciar un discurs, el 1931, on evocava l'arribada del "Tercer Reich". Per aquest motiu tingué un trasllat disciplinari a l'Acadèmia Pedagògica de Dortmund.
El 1932 es va convertir en membre del sindicat de professors nacionalsocialistes i s'afilià al Partit Nacionalsocialista Obrer Alemany (NSDAP). Aquell any Krieck va ser suspès del seu lloc de professor per la seva continuada tasca d'agitació i propagada del nazisme a la docència. En arribar Hitler i el nazisme al poder, Krieck va ser nomenat rector de la Universitat Frankfurt l'abril de 1933. Just el dia abans havia estat prèviament designat professor d'aquella universitat. Fou el primer rector nazi d'una universitat alemanya. Portà a terme una gran depuració del professorat. També impulsà la crema pública de llibres al Römerberg el 10 de maig de 1933.
El 1934, es traslladà a Universitat de Heidelberg per dirigir el Departament de Filosofia i Educació. A partir de 1934 també va treballar amb el Sicherheitsdienst el Servei d'ntel·ligència de les SS. Des de l'abril de 1937 fins a l'octubre de 1938, va ser rector de la Universitat de Heidelberg càrrec del qual va dimitir per posicionaments divergents amb teòrics de la raça. El 1938 deixà també les SS. Continuà en la tasca de director del seu departament universitari i la seva vinculació al sindicat nazi de professors fins a la derrota alemanya a la Segona Guerra Mundial. En l'immediata postguerra és detingut per l'exèrcit d'ocupació dels Estats Units. Morí el març de 1947 al camp d'internament de Moosburg an der Isar.
La seva pedagogia interessà a l'Espanya franquista dels primers anys. A Barcelona l'editorial Labor publicava el 1941 la seva obra Educación política nacional. Però la derrota del nazisme i la creixent preeminència del sector catòlic a l'educació franquista deixà de banda la pedagogia d'Ernst Krier. Significativament el Diccionario de Pedagogia Labor, ara dirigit per Víctor García Hoz, sols li dedicà unes escasses línies i sense autor. Ernst Krier posà la pedagogia al servei dels ideals nacionalsocialistes. Pensava que l'educació només es caracteritzava per ser un "efecte educatiu", Així la comunitat, de la qual una persona és membre, és el seu principal agent educador. Però la seva pedagogia social comportava un racisme ideològic oposat a l'essència de la pedagogia de tradició humanista. Negant la utilitat, i fins al dret a existir, a les persones febles o marginades. També defensà que l'educació social ha de ser el mitjà per adoctrinar als ciutadans en els principis del nacionalsocialisme amb l'objectiu de forjar "una societat forta fundada en les bases segures de la societat tradicional: família, treball, realisme i ordre". Per Ernest Krieck, l'educació no és més que una funció socialitzadora que té com a objectiu introduir l'individu en la comunitat. És una simple reproducció i transmissió, en aquest cas, de l'ideari totalitari del nazisme.

## Obres
- Die deutsche Staatsidee: ihre Geburt aus dem Erziehungs und Entwickelungsgedanken Jena: Eugen Diederichs,1917.
- Philosophie der Erziehung. Jena: Eugen Diederichs,1922,
- Völkischer Gesamtstaat und nationale Erziehung. Heidelberg: Bündischer Verlag, 1932.
- Nationalpolitische Erziehung. Leipzig: Armanen, 1932
- Die deutsche Staatsidee. Leipzig: Armanen 1934.
- Grundriß der Erziehungswissenschaft. Fünf Vorträge. Leipzig: Quelle & Meyer, 1936.
- Völkisch-politische Anthropologie (3 vols.). Leipzig: Armanen,1936–1938
- Volkscharakter und Sendungsbewußtsein. Politische Ethik des Reichs. Schriften beim Reichsinstitut für Geschichte des neuen Deutschlands. Leipzig: Armanen, 1940